# Escut de Vespella de Gaià

Escut oficial de Vespella de Gaià

L'escut oficial de Vespella de Gaià té el següent blasonament:
Escut caironat: d'atzur, una espasa flamejada d'argent guarnida d'or acompanyada a la punta d'una faixa ondada d'argent. Per timbre, una corona mural de vila.

## Història
Va ser aprovat el 9 de març de 1994.
L'espasa flamejant és l'atribut de sant Miquel, patró de la vila. La faixa ondada és un senyal parlant que representa el riu Gaià.